# Торекјара
Торекјара је насеље у Италији у округу Парма, региону Емилија-Ромања.
Према процени из 2011. у насељу је живело 383 становника. Насеље се налази на надморској висини од 209 м.